# Nowosjolowka (Konyschowka)
Nowosjolowka (russisch Новосёловка) ist ein Dorf (derewnja) in der Oblast Kursk in Russland. Es gehört zum Rajon Konyschowka und zur Landgemeinde (selskoje posselenije) Platawski selsowjet.

## Geographie
Der Ort liegt gut 74 km Luftlinie westlich des Oblastverwaltungszentrums Kursk im südwestlichen Teil der Mittelrussischen Platte, 15 km südwestlich des Rajonverwaltungszentrums Konyschowka, 9,5 km vom Sitz des Dorfsowjet – Kaschara, 47 km von der Grenze zwischen Russland und der Ukraine, am Fluss Prutischtsche im Becken des Seim.

### Klima
Das Klima im Ort ist wie im Rest des Rajons kalt und gemäßigt. Es gibt während des Jahres eine erhebliche Niederschlagsmenge. Dfb lautet die Klassifikation des Klimas nach Köppen und Geiger.

## Bevölkerungsentwicklung
| Jahr | Einwohner |
| ---- | --------- |
| 2002 | 17        |
| 2010 | 0         |

Anmerkung: Volkszählungsdaten

## Verkehr
Nowosjolowka liegt 47 km von der Fernstraße föderaler Bedeutung M3 „Ukraina“ (Moskau – Kaluga – Brjansk – Grenze zur Ukraine), 60 km von der Straße M2 „Krim“ (Moskau – A142/Trosna – Grenze zur Ukraine), 40 km von der Straße A 142 (Trosna – M3 Ukraina), 34 km von der Straße regionaler Bedeutung 38K-038 (Fatesch – Dmitrijew), 14,5 km von der Straße 38K-005 (Konyschowka – Schigajewo – 38K-038), 14 km von der Straße 38K-017 (Kursk – Lgow – Rylsk – Grenze zur Ukraine), 7,5 km von der Straße 38K-023 (Lgow – Konyschowka), an der Straße interkommunaler Bedeutung 38N-734 (Schustowo – Nowosjolowka) und 9,5 km von der nächsten Eisenbahnhaltestelle Mariza (Eisenbahnstrecke Nawlja – Lgow-Kijewskij) entfernt.
Der Ort liegt 159 km vom internationalen Flughafen von Belgorod entfernt.